# Pickle Rick
«Pickle Rick» (titulado «Pepinillo Rick» en Hispanoamérica y «Rickinillo» en España) es el tercer episodio de la tercera temporada de la serie de televisión animada Rick y Morty de Adult Swim. Escrito por Jessica Gao y dirigido por Anthony Chun, el episodio se estrenó el 6 de agosto de 2017. La trama sigue al excéntrico científico Rick Sánchez mientras se convierte a sí mismo en un pepinillo para evitar asistir a una sesión de terapia familiar.
El episodio parodia las películas de acción y se inspira en el episodio de Breaking Bad «4 Days Out». En una continuación de la historia de la tercera temporada del divorcio de Beth y Jerry, «Pickle Rick» explora la relación malsana de Beth con Rick y sus puntos de vista sobre la inteligencia y la superación personal. El episodio fue muy esperado, con una animación en bruto estrenada en la Comic-Con de San Diego de 2016, y fue visto por 2,3 millones de espectadores cuando se emitió por primera vez en Adult Swim.
El episodio recibió críticas positivas, con los críticos elogiando la animación y el diseño de Pickle Rick, las escenas de lucha, la actuación del actor invitado Danny Trejo (como Jaguar) y el final del episodio. Rick y Morty ganó el premio Primetime Emmy 2018 al mejor programa de animación, el primer premio Emmy de la serie. Se han lanzado varios productos de merchandising, en particular del personaje Pickle Rick.

## Trama
Mientras Beth, Morty y Summer se preparan para el consejo familiar, Rick informa a Morty de que no puede ir, ya que se ha convertido en un pepinillo. Él niega haber programado el experimento para evitar la sesión de asesoramiento, pero la familia se da cuenta de un mecanismo revelador preparado para dejar caer una jeringa en él poco después de que se vayan. Beth coge la jeringuilla y deja a Rick solo en su mesa de trabajo.
Rick es derribado del banco por un gato y luego arrastrado a la alcantarilla durante un chaparrón. Al carecer de cualquier medio de movilidad, muerde la cabeza de una cucaracha y camina sobre su espalda estimulando su cerebro con la lengua. Después de ensamblar más cucarachas en un exoesqueleto rudimentario, monta un laboratorio y se hace con un exoesqueleto motorizado hecho de cadáveres de ratas. Escapa de las alcantarillas con un jetpack y llega a un complejo de seguridad, donde mata a varios guardias. El administrador del complejo, Pavel Bartek, envía a un prisionero llamado Jaguar para que luche contra Rick, pero éste convence a Jaguar para que se una a él y escapan juntos en el helicóptero del administrador tras hacer explotar el complejo.
Mientras tanto, el terapeuta Dr. Wong siente curiosidad por la ausencia de Rick a pesar de los intentos de Beth por desviar la atención hacia los niños. Wong sugiere que la aversión compartida de Beth y Rick a la emoción y la vulnerabilidad es la raíz de los problemas de la familia. Mientras el grupo dice mensajes para comunicar sus sentimientos, Rick entra a por la jeringuilla. Admite haber mentido para librarse de la terapia porque prefiere mejorar el mundo a través de la ciencia en lugar de sentirse mejor con él. Wong responde que utiliza su inteligencia científica para evitar el necesario trabajo de superación personal. Rick se queda mirándola en silencio, pensativo.
De camino a casa, Rick se disculpa con Beth por mentirle y luego utiliza la jeringuilla para volver a convertirse en humano. Morty y Summer expresan su interés en seguir con la terapia, pero Rick y Beth los ignoran burlándose de Wong y planeando salir de copas.
En una escena poscréditos, el villano Concerto se dispone a matar a unos Rick y Morty inmovilizados en su gigantesco piano, pero Jaguar los salva. Rick le dice a Morty: «Por eso no vas a terapia».

## Producción
El episodio fue escrito por Jessica Gao. El creador de la serie, Dan Harmon, dijo que creía que el concepto se originó cuando un guionista sugirió que un episodio comenzara con Rick convirtiéndose en un pepinillo. Discutieron su motivación y pensaron que lo haría «porque podía» y para demostrarse algo a sí mismo. La subtrama de la terapia se introdujo para que el episodio «siguiera abordando la historia del divorcio de la temporada». También dijo que el diseño de Pickle Rick es fálico y «emblemático de la autotortura», ya que Rick es su «peor enemigo» y se hace esta transformación a sí mismo.
«Pickle Rick» fue uno de los episodios favoritos de Harmon de la temporada. Dijo que el episodio se inspiró en el capítulo de Breaking Bad «4 Days Out», en el que la furgoneta de Walter White se avería en el desierto mientras cocina metanfetamina con Jesse; en lugar de poder engañar o negociar con nadie, White tiene que utilizar sus conocimientos científicos para sobrevivir y volver a arrancar la furgoneta. Harmon pensó que era interesante ver a Rick en una situación con recursos limitados. El guionista Ryan Ridley ha asegurado que el episodio «no es una parodia de nada en particular», pero sí hace referencia a las películas 127 horas (2010) y Gravity (2013). Durante el proceso de escritura, Harmon estaba pasando por un divorcio y había entrado en terapia, lo que influyó en el episodio: dijo sobre el discurso que el Dr. Wong da a Rick: «No sé si hubiera podido escribir eso hace dos años [...] Me habría asegurado de que Rick tuviera la última palabra».
El personaje del Dr. Wong fue bautizado por Gao, un escritor chino que había descubierto que, a menos que un personaje reciba un nombre con connotaciones raciales, el papel será interpretado por una persona blanca. Gao quería que Wong fuera interpretado por un actor asiático. Entonces se descubrió que la estrella invitada Susan Sarandon estaba disponible y se le dio el papel de la terapeuta, cuyo nombre no se cambió. Gao y Harmon hablaron de este tema en su podcast Whiting Wongs, que trata de la representación de la diversidad en televisión; tomó su nombre de este incidente.
La diseñadora de personajes Kendra Melton estimó que el traje de rata de Pickle Rick pasó por 100 versiones de diseño diferentes. Maximus Pauson, también diseñador de personajes, declaró que el que se utilizó se eligió para que «enfatizara el carácter de pepinillo». Harmon comentó que los diseños iniciales de las ratas eran «demasiado adorables» teniendo en cuenta que Rick asesina a muchas de ellas: Melton dijo que se les quitó el pelaje, se les añadieron forúnculos y se les arqueó más la espalda. Según Harmon, los guionistas dieron instrucciones más detalladas a los animadores que en la mayoría de los episodios, en particular «sobre el proceso de hackear la cucaracha para dar movilidad a Rick».

### Lanzamiento y mercancía
En la Comic-Con de San Diego de 2016 se estrenó una animación en bruto de «Pickle Rick», en la que aparecía en las alcantarillas atacando ratas. Como la segunda temporada de la serie terminó con Rick encarcelado, esto llevó a algunos fanáticos a creer que así era como escaparía, lo que llevó a la confusión cuando el estreno de la tercera temporada se estrenó el 1 de abril de 2017 y mostró a Rick escapando de una manera muy diferente. Tres semanas antes de la emisión del episodio, se regalaron camisetas de Pickle Rick y otros artículos en la Comic-Con de San Diego de 2017. Debido al bombo que se le dio al episodio antes de su estreno, incluidos los fanáticos que se tatuaron a Pickle Rick, a Harmon no le sorprendió su posterior popularidad.
El episodio se emitió por primera vez en Adult Swim a las 23:30 el 6 de agosto de 2017. Posteriormente, se lanzaron varios productos de comercialización relacionados con el personaje Pickle Rick y el episodio en general, como un juego, figuras Funko Pop, un sabor Pringles, una bebida Frosty, un cereal de desayuno y personalización en el juego para Tom Clancy's Rainbow Six: Siege. El comentario del episodio en el DVD Blu-ray fue grabado por los creadores de Game of Thrones, David Benioff y D.B. Weiss, y Peter Dinklage, que interpretó a Tyrion Lannister en la serie. El cómic Rick and Morty Presents: The Vindicators #1 presenta a un Pickle Rick alternativo como miembro del equipo titular; Rick and Morty Presents: Pickle Rick #1 muestra una versión alternativa de los acontecimientos del episodio como un largo anuncio de «Thunderous Squirt Xtreme» protagonizado por el personaje Mr. Poopybutthole. Rick y Morty Presenta: Jaguar #1 sigue al personaje Jaguar mientras se reúne con su familia.

## Análisis
A diferencia de los dos episodios anteriores de la temporada, «Pickle Rick» se desarrolla enteramente en la Tierra, pero al igual que esos episodios, explora el divorcio de Beth y Jerry. Esto supone un cambio para la serie, que antes tenía poca continuidad argumental. Jenny Jaffe de Vulture describió el episodio como un ejemplo de cómo a Rick y Morty «le gusta arrinconarse con las ideas más tontas del mundo y ejecutarlas de la forma más inteligente». Varios críticos hicieron comentarios sobre la violencia: por ejemplo, Jesse Schedeen de IGN dijo que contenía «un nivel de sangre y gore» equiparable al del episodio de la segunda temporada «Look Who's Purging Now». Steve Greene de IndieWire afirmó que el episodio «alcanzó nuevos niveles de grotesquismo», incluso comparado con la violencia del coche de Rick mientras protegía a Summer en «The Ricks Must Be Crazy».
Jack Shepherd de The Independent escribió que el episodio parodia las películas de acción de los 80 en la trama con mafiosos rusos y su líder inglés, y Schedeen cree que parodia «las películas de acción hiperviolentas» y la serie cinematográfica John Wick. Joe Matar de Den of Geek comentó que el episodio emula la película de acción Die Hard (1988), como ya hiciera Harmon en el episodio de Community «Modern Warfare». El recinto en el que se encuentra Pickle Rick fue objeto de discusión entre los críticos. Schedeen se refirió a él como una «embajada rusa», mientras que Shepherd la calificó de «instalación anónima de alta seguridad llena de mafiosos rusos», y Greene lo describió aparentemente como un «sombrío consorcio financiero de Europa del Este». Zack Handlen de The A.V. Club escribió: «No creo que se establezca nunca específicamente el país de la embajada, lo cual forma parte de la broma», aunque señaló que los guardaespaldas son «europeos».
Un artículo de Nerdist relacionó la escena en la que Rick controla el movimiento de la cucaracha pinchándole el cerebro con la lengua con un estudio de 2015 «Central-Complex Control of Movement in the Freely Walking Cockroach», publicado en Current Biology en el que los investigadores fueron capaces de estimular las neuronas de una cucaracha para controlar su movimiento.

### Caracterización
Los críticos comentaron que Summer y Morty estaban interesados en la terapia, mientras que Beth y Rick no. Jaffe escribió que los hijos de Beth «parecían mucho más afectados» por las preocupaciones del terapeuta que Beth y Rick. Matar se mostró de acuerdo, afirmando que «tanto Morty como Summer esperan poder volver a terapia, pero Beth y Rick han optado por actuar por encima de todo». Zach Blumenfeld de Paste escribió sobre la escena del coche que «los ojos de Morty y Summer [se clavan] en una mirada de mil metros mientras su madre y su abuelo ignoran totalmente las necesidades de los niños». En su opinión, la discusión entre Beth y Rick muestra «más claramente que nunca» su «aparentemente hereditaria inclinación por el narcisismo autodestructivo» y señaló que la «personalidad mojada pero bienintencionada» de Jerry tuvo un «efecto estabilizador» sobre Beth y la familia.
Los críticos también analizaron la relación de Beth con su padre. Jess Joho de Mashable opinó que Beth tiene complejo de padre o de Electra, diciendo que el episodio «lleva el simbolismo freudiano [...] a lo literal» y la elección de un pepinillo es un «símbolo fálico literal». Jaffe declaró que Beth «no quiere creer» que Rick esté eligiendo saltarse la terapia ya que es «tan importante para ella». Shepherd descubrió que «Beth tiene problemas de abandono no resueltos, y esa agonía mental le está causando un grave estrés interior que se manifiesta en ataques sarcásticos a todos los que la rodean».
Shepherd opinó que Rick demuestra que «se preocupa por la familia» acudiendo a terapia. Handlen escribió que la elección de Rick de vivir con la familia Smith implica que «sí reconoce una necesidad básica de esas relaciones», y que evita la terapia porque «es lo suficientemente inteligente como para saber que el Dr. Wong [...] tiene razón». Schedeen dijo que el discurso del Dr. Wong «realmente llegó al núcleo de su comportamiento egoísta y narcisista», dando a Rick «uno de sus raros momentos de claridad». Sin embargo, cree que Beth le perdonará todo lo que haga mientras siga siendo una figura paterna. Joho argumentó que en su diatriba contra la terapia, «Rick muestra por fin su verdadera cara a todos los presentes». Calificó el discurso del Dr. Wong de «sucinto [desmontaje] de la masculinidad tóxica».

## Recepción
El estreno del episodio en Adult Swim fue visto por 2,31 millones de espectadores. Varios críticos comentaron el entusiasmo de los fanáticos, como Blumenfeld, que dijo que era «posiblemente el episodio de Rick y Morty más esperado de la historia» debido a la gran cantidad de teaser lanzados. En junio de 2017, Julia Alexander de Polygon argumentó que «Pickle Rick ya es el personaje favorito de todo el mundo de la tercera temporada de Rick y Morty», citando acciones de los fanáticos como la creación de cuentas de Twitter y Tumblr para el personaje. Alexander comentó que la serie «ha encontrado una base de fans entregada debido al absurdo en el que basa su comedia». En 2021, un avión de las Fuerzas Aéreas de Estados Unidos utilizó un indicativo en referencia al episodio.
El episodio fue aclamado por la crítica, recibiendo valoraciones de cinco sobre cinco en Vulture, 4,5 sobre cinco en Den of Geek, 8,7 sobre 10 en IGN y 8,2 sobre 10 en Paste. En IMDb, los usuarios la calificaron con una media de 9,3/10, basándose en 23 mil críticas. The A.V. Club la calificó con una A e IndieWire con una B+. Schedeen lo elogió como la serie «más entretenida» y Greene como «uno de los mejores ejemplos de la serie de desvincular a Rick Sánchez de todas las leyes de la naturaleza y la física y maravillarse con los resultados». Jaffe lo describió como un «viaje freudiano con ácido», «surrealista y consciente de sí mismo». A Matar le pareció «súper atractiva», alabando el «concepto encantadoramente estúpido que se desarrolla en una trama de película de acción absurdamente exagerada y cinética».
La animación de Pickle Rick y su argumento recibieron elogios. Matar cree que la animación es «sin duda el aspecto más atractivo» del episodio. Para Shepherd, un pepinillo es «el alimento ideal que es a la vez divertidísimo y muy, muy Rick». Scott Russell de Paste opinó que «las escenas de lucha» eran lo mejor del episodio, y Blumenfeld también disfrutó de las «bellas y fluidas secuencias de asesinatos en masa». Handlen alabó el ritmo y dijo que el episodio «no exagera». Greene destacó la atención a los detalles, como el «diseño de sonido del ungüento de mostaza de Pickle Rick calmando sus quemaduras de láser», que daba «una extraña cantidad de credibilidad a una premisa disparatada».
Danny Trejo recibió elogios en su papel de Jaguar. Blumenfeld dijo que «brilla» en el papel y Schedeen escribió que el episodio «hizo un gran uso» de él. Shepherd lo calificó como uno de los mejores momentos del episodio, sobre todo por su diálogo: «Esto termina cuando uno de nosotros muere, y yo nunca he muerto antes». Sin embargo, Blumenfeld dijo que el programa es mejor cuando los personajes describen sus sentimientos en «ráfagas cortas», y criticó el discurso de Rick a Jaguar como algo de lo que el programa antes se habría «burlado sin piedad».
La trama de la terapia también recibió elogios, y Russell la calificó como la «trama B más fuerte» de la temporada. Handlen alabó las bromas en las que participaba el Dr. Wong trabajando con adictos a la coprofagia. Blumenfeld aprobó el «fuerte golpe emocional» del final y Matar disfrutó del ritmo lento de las escenas finales, como «un agradable respiro después de todas las locuras sin sentido que vinieron antes». Schedeen elogió a Sarandon por causar «una fuerte impresión como la sorprendentemente perspicaz Dra. Wong». Greene dijo que se elimina «cierto hilo de magia» al separar a Rick de Morty, pero que el «riffing de género y el intenso compromiso con el detalle» del episodio casi lo compensan.

### Premios y nominaciones
En septiembre de 2018, Rick y Morty recibió su primer Emmy, con un Primetime Emmy Award al Programa Animado Sobresaliente por «Pickle Rick». El episodio también ganó un Premio Annie y fue nominado para un Golden Reel Award.
| Año  | Premio                 | Categoría                                                         | Nominados | Resultado | Ref.   |
| ---- | ---------------------- | ----------------------------------------------------------------- | --- | --------- | ------ |
| 2018 | Premio Annie           | Mejor producción animada de televisión para el público en general | «Pickle Rick» | Ganadora  | [ 30 ] |
| 2018 | Golden Reel Awards     | Mejor Montaje de Sonido - Cortometraje de Animación               | Hunter Curra, Kailand Reily, Andrew Twite, Joy Elett, Jeff Halbert y Konrad Pinon | Nominada  | [ 31 ] |
| 2018 | Premios Primetime Emmy | Mejor programa de animación                                       | Dan Harmon, Justin Roiland, Delna Bhesania, Barry Ward, Keith Crofford, Mike Lazzo, Ryan Ridley, Dan Guterman, Mike McMahan, Tom Kauffman, Ollie Green, J. Michael Mendel, Jessica Gao, Wes Archer, Anthony Chun and Nathan Litz | Ganadora  | [ 28 ] |